# Conus betulinus
Cône bouleau
Espèce
Statut de conservation UICN

 LC  : Préoccupation mineure
Conus betulinus est une espèce de mollusque gastéropode marin de l'Océan Indien appelé également cône bouleau.

## Description
- Taille : 10,5 à 15,5 cm.

## Répartition
Cette espèce se rencontre dans l'Océan Indien, au bord des côtes de l'île Chagos, de Madagascar, du Mozambique, des Seychelles, de l'île Maurice et de Tanzanie.

## Philatélie
Ce coquillage figure sur une émission du Territoire français des Afars et des Issas de 1976 (valeur faciale : 30 F).